# Analiza impedancji bioelektrycznej
Analiza impedancji bioelektrycznej, analiza bioimpedancyjna (BIA, ang. bioelectrical impedance analysis) – nieinwazyjna metoda badania diagnostycznego, która pozwala na analizę składu ciała przy wykorzystaniu impedancji elektrycznej tkanek organizmu.

## Zasada działania
Badanemu podłącza się elektrody do stóp i/lub dłoni, a następnie bada odpowiedź układu na prąd przemienny. Stosowana jest częstotliwość 50 kHz albo szereg częstotliwości (np. 5 kHz, 50 kHz, 250 kHz).

## Dokładność wyników
W celu osiągnięcia poprawnych pomiarów należy stosować się do instrukcji obsługi urządzenia.
Stwierdzono, że:
- wzrost i waga uwzględniane w obliczeniach powinny być podane z dokładnością do 0,5 cm i 0,1 kg,
- pozycja powinna być odpowiednia (stojąca, siedząca, leżąca), a kończyny nie powinny się dotykać,
- posiłki w ciągu pierwszej godziny zwiększają wagę, a przez trzy kolejne obniżają bioimpedancję, prowadząc do zaniżenia ilości tkanki tłuszczowej[3],
- wysiłek fizyczny zmienia rozkład krwi w organizmie i jego nawodnienie wpływając na wyniki.

Stwierdzono, że stosowanie jedynie elektrod naciskanych przez stopy daje podobne wyniki, jak elektrody podłączane do stóp i dłoni.

## Zastosowanie

### Dietetyka
Metoda BIA pozwala określić zawartość wody i tkanki tłuszczowej w organizmie oraz indywidualny poziom podstawowej przemiany materii. Umożliwia także poznanie wpływu niektórych czynników na kierunki zmian poszczególnych komponentów ciała. Jest to szczególnie pomocne przy indywidualnym doborze diety, a dzięki regularnej kontroli zmian składu ciała możliwa jest dokładna ocena efektywności zastosowanego leczenia dietetycznego. 
Badanie analizy składu ciała jest szczególnie zalecane u osób z nadwagą, niedowagą, otyłością, cellulitem, kulturystów.

### Kardiologia
Pletyzmografia impedancyjna klatki piersiowej jest metodą umożliwiającą monitorowanie podstawowych parametrów hemodynamicznych układu sercowo-naczyniowego, takich jak:
- rzut sercowy (CO)
- obwodowy opór naczyniowy (SVR).

Kardiografia impedancyjna (z ang. ICG) służy do badań diagnostycznych i fizjologicznych układu krążenia oraz autonomicznego układu nerwowego.